# Bangladés en los Juegos Olímpicos de París 2024
Bangladés estuvo representado en los Juegos Olímpicos de París 2024 por cinco deportistas, cuatro hombres y una mujer, que compitieron en cuatro deportes.
Los portadores de la bandera en la ceremonia de apertura fueron el arquero Sagor Islam y la nadadora Sonia Khatun. El equipo olímpico bangladesí no obtuvo ninguna medalla en estos Juegos.